# Соса, Даниэль
Даниэ́ль Со́са (англ. Daniel Sosah; род. 21 сентября 1998, Аккра) — ганский и нигерский футболист, нападающий казахстанского клуба «Актобе» и национальной сборной Нигера.

## Карьера

### Начало карьеры
Воспитанник футбольной академии ганского клуба «Нубл Аррикс». Также футболист на юношеском уровне выступал за израильские клубы «Маккаби» Нетания и «Бейтар Нес Тубрук». Первым профессиональным клубом футболиста стал нигерский клуб АСФАН, вместе с которым стал бронзовым призёром чемпионата и принимал участие в Лиги чемпионов КАФ. Так 10 февраля 2018 года футболист в составе нигерского клуба отличился забитым голом в матче против гвинейского клуба «Хоройя». В июле 2018 года футболист стал игроком гвинейского клуба «Камсар», откуда затем в 2021 году перешёл в тоголезский клуб «Вап». За гвинейский клуб футболист также принимал участие в рамках Кубка Конфедерации КАФ.

### «Ислочь»
В июле 2021 года футболист на правах свободного агента перешёл в белорусский клуб «Ислочь», подписав двухлетний контракт. Дебютировал за клуб футболист 18 июля 2021 года в матче против мозырской «Славии», выйдя на замену в начале второго тайма. Первым результативным действием за клуб футболист отличился 25 июля 2021 года в матче против «Сморгони», отдав голевую передачу. Дебютными голами за клуб футболист отличился 28 августа 2021 года в матче против борисовского БАТЭ, оформив дубль. По итогу сентября 2021 года футболист был признан лучшим игроком клуба. На протяжении сезона футболист был в клубе одним из ключевых игроков, отличившись 5 забитыми голами и 2 результативными передачами. Завершил сезон футболист вместе с клубом на итоговом десятом месте в чемпионате.
Новый сезон футболист начал с матча 19 марта 2022 года против «Слуцка», выйдя на поле в стартовом составе. Первым голом в сезоне футболист отличился 23 апреля 2022 года в матче против «Энергетика-БГУ». В матче 27 мая 2022 года против могилёвского «Днепра» футболист записал на свой счёт дубль, а также отметился автоголом в свои ворота после подачи могилевчанами штрафного. В матче 22 июня 2022 года в Кубке Беларуси против «Крумкачей» футболист отличился очередным забитым дублем. В матче заключительного тура чемпионата 12 ноября 2022 года против жодинского «Торпедо-БелАЗ» футболист отличился ещё одним дублем. За сезон в 31 матче во всех турнирах отличился 12 забитыми голами, а также отличился 6 результативными передачами, из-за чего стал лучшим бомбардиром и игроком по системе гол+пас в клубе. В декабре 2022 года футболист начал готовиться к новому сезону с клубом. В феврале 2023 года покинул белорусский клуб.

### «Кривбасс»

#### Сезон 2022/23
В марте 2023 года появилась информация, что футболист продолжит карьеру в украинском «Кривбассе». Затем сам футболист подтвердил свой переход в украинский клуб, сказав, что официально всё будет оформлено в течение недели. В середине марта 2023 года футболист был дозаявлен украинским клубом. На протяжении долгово времени футболист решал все необходимые визовые вопросы, со слов генерального директора украинского клуба получая украинскую и молдавскую визы. В мае 2023 года футболист был официально представлен в украинском клубе. Дебютировал за клуб 8 мая 2023 года в матче против киевского «Динамо», выйдя на замену на 72 минуте. Дебютный гол за клуб забил 25 мая 2023 года в матче против харьковского «Металлиста». Закончил сезон со своим единственным забитым голом за клуб, вместе с которым остановился на седьмом итоговом месте в украинском чемпионате.

#### Сезон 2023/24
Первую половину нового сезона футболист пропустил из-за полученной травмы. В январе 2024 года футболист вместе с основной командой украинского клуба отправился на зимние сборы. Первый матч в новом сезоне футболист сыграл 23 февраля 2024 года в матче против черкасского клуба ЛНЗ, выйдя на поле в стартовом составе. Первым в сезоне результативным действием за клуб футболист отличился 30 марта 2024 года в матче против «Вереса», отдав голевую передачу. Первым в сезоне забитым голом за клуб футболист отличился 8 апреля 2024 года в матче против полтавской «Ворсклы». По итогу сезона футболист вместе с клубом стал бронзовым призёром чемпионата. На протяжении сезона футболист выступал за клуб в роли одного из основных игроков клуба, отличившись забитым голом и 2 результативными передачами.

#### Сезон 2024/25
Новый сезон футболист начал с матча 3 августа 2024 года против одесского «Черноморца», выйдя на замену на 68 минуте. В начале августа 2024 года футболист вместе с клубом отправился на квалификационные матчи Лиги Европы УЕФА, где по сумме матчей уступили чешской «Виктории». Затем футболист вместе с клубом отправились на квалификационные матчи Лиги конференций УЕФА, где уступили испанскому «Реал Бетису». Первым в сезоне забитым голом за клуб футболист отличился 22 сентября 2024 года в матче против полтавской «Ворсклы». По итогу сезона футболист вместе с клубом завершил чемпионат на итоговом пятом месте. На протяжении сезона футболист выступал за украинский клуб в роли одного из основных игроков, отличившись 3 забитыми голами и 5 результативными передачами. В конце мая 2025 года футболист покинул клуб по окончании срока действия контракта.

### «Актобе»
В июле 2025 года футболист на правах свободного агента присоединился к казахстанскому клубу «Актобе», подписав контракт до конца 2026 года. Дебютировал за клуб футболист 5 июля 2025 года в матче против «Атырау», выдя на поле в стартовом составе. В июле 2025 года вместе с клубом отправился на квалификационные матчи Лиги Европы УЕФА. Первый матч в рамках еврокубкового турнира 17 июля 2025 года против варшавской «Легии», которая по сумме встреч оказалась сильнее и вышла в следующий раунд. Дебютным забитым голом за клуб отличился 24 июля 2025 года во втором квалификационном раунде Лиги конференций УЕФА против пражской «Спарты», также отдав голевую передачу. По итогу ответной встречи 31 июля 2025 года пражская «Спарта» оказалась сильнее и футболист вместе с клубом завершил выступление в еврокубковом турнире.

## Международная карьера
Футболист родился в Гане, откуда родом его мать, в то время как отец являлся гражданином Бенина. Позже Созах получил гражданство Нигера, в чью национальную сборную в 2021 году получил вызов. Дебют за сборную состоялся 8 октября 2021 года в матчах отбора на Чемпионат мира 2022 года против сборной Алжира, где футболист ещё отличился забитым голом. Также принял участие в ответном матче со сборной Алжира. В отборочных ещё играл против сборных Буркина-Фасо и Джибути, где против второй игрок отличился своим вторым забитым голом за сборную.

## Достижения
«Кривбасс»
- Бронзовый призёр чемпионата Украины: 2023/24